# Besny-et-Loizy
Besny-et-Loizy település Franciaországban, Aisne megyében. Lakosainak száma 314 fő (2022. január 1.). Besny-et-Loizy Aulnois-sous-Laon, Cerny-lès-Bucy, Crépy, Laon és Vivaise községekkel határos.

## Népesség
A település népességének változása:
| Lakosok száma | 233  | 308  | 314  | 350  | 364  | 360  | 350  | 333  | 327  | 314  |
|               | 1968 | 1982 | 1990 | 2006 | 2013 | 2015 | 2017 | 2019 | 2020 | 2022 |